# Adonisea nubila
Adonisea nubila är en fjärilsart som beskrevs av John Kern Strecker 1876. Adonisea nubila ingår i släktet Adonisea och familjen nattflyn. Inga underarter finns listade i Catalogue of Life.